# Josef Sorgo
Josef Sorgo (* 7. November 1869 in Bad Bleiberg; † 25. Januar 1950 in Wien) war ein österreichischer Internist und Pulmologe.

## Leben
Sorgo studierte an der Universität Wien, an der er 1894 promovierte. Anschließend war er von 1895 bis 1899 Hospitant an der 3. Medizinischen Klinik im Allgemeinen Krankenhaus bei Leopold Schrötter von Kristelli, bei dem er auch von 1899 bis 1902 als Assistent tätig war. Durch seinen Lehrer angeregt und auf Grund seiner internistischen und laryngologischen Ausbildung wandte sich Sorgo der Erforschung der Tuberkulose zu, die damals eine Volkskrankheit in Wien war. 1904 habilitierte er sich für Innere Medizin und war von 1902 bis 1919 Direktor und Chefarzt an der ersten Tuberkuloseheilstätte Alland, die er auch mitbegründet hatte. Anschließend wurde er von 1919 bis 1924 provisorischer, von 1924 bis 1933 definitiver Abteilungsvorstand der II. Medizinischen Abteilung am Wilhelminenspital. Er leitete auch zeitweise die Invalidenanstalt für Tuberkulose im Schloss Wilhelminenberg und von 1933 bis 1938 die 2. Medizinische Abteilung des Kaiser-Franz-Josef-Spitals.
Sorgo war Mitglied der Gesellschaft der Ärzte in Wien (1897), Ehrenmitglied der Gesellschaft für Innere Medizin, Ehrenpräsident der Fachgruppe für Erkrankungen der Atmungsorgane der Wiener Ärztekammer und Hofrat. Nach seinem Tode erhielt er ein ehrenhalber gewidmetes Grab auf dem Grinzinger Friedhof (Gruppe 3, Nummer 36). Die Sorgogasse in Wien-Hietzing wurde 1963 nach ihm benannt.

## Bedeutung
Josef Sorgo erwarb sich Verdienste um die Schaffung der Pulmologie als einer eigenständigen Unterart der Inneren Medizin. Er wandte die Sonnenlichtbehandlung zur Bekämpfung der Kehlkopftuberkulose an, die den Anstoß zur weiteren Entwicklung der modernen Heliotherapie auch anderer Tuberkuloseherde gab. Zu seinen Schülern zählt Anton Sattler.

## Schriften
- Allgemeinbehandlung der Lungentuberkulose und Heilstättenbehandlung; in: Wiener Klinische Wochenschrift, Jahrgang 38, Nummer 29